# Llàtzer Tramulles el Viejo
Llàtzer Tramulles el Viejo o Llàtzer Tramulles I —también escrito Tremulles— (Villafranca del Panadés, 1605 - Perpiñán, 1657) fue un escultor español, hijo de Antoni Tramulles y hermano de Josep Tramulles, también escultores. Trabajó en Rosellón, donde hizo los retablos de Cameles, Brullà, Trullars, Santa María de Arlés y San Jaime de Perpiñán (1643). Fue padre de Llàtzer Tramulles el Joven.

## Obras

### El retablo del monasterio de Santa María de Arlés (1646)
Se trata de un retablo barroco realizado alrededor del año 1646. Este retablo, obra de Llàtzer Tramulles, tiene una docena de plafones en los que aparecen representadas diversas escenas de la vida de los santos Abdón y Senén. Dentro del retablo se conservan dos bustos de estos dos santos realizados en plata por el maestro de Perpiñán Miquel Alerigues entre 1425 y 1440. 
- Datos: Q9023371
- Multimedia: Lazare Tremullas (father) / Q9023371